# Ankarklys

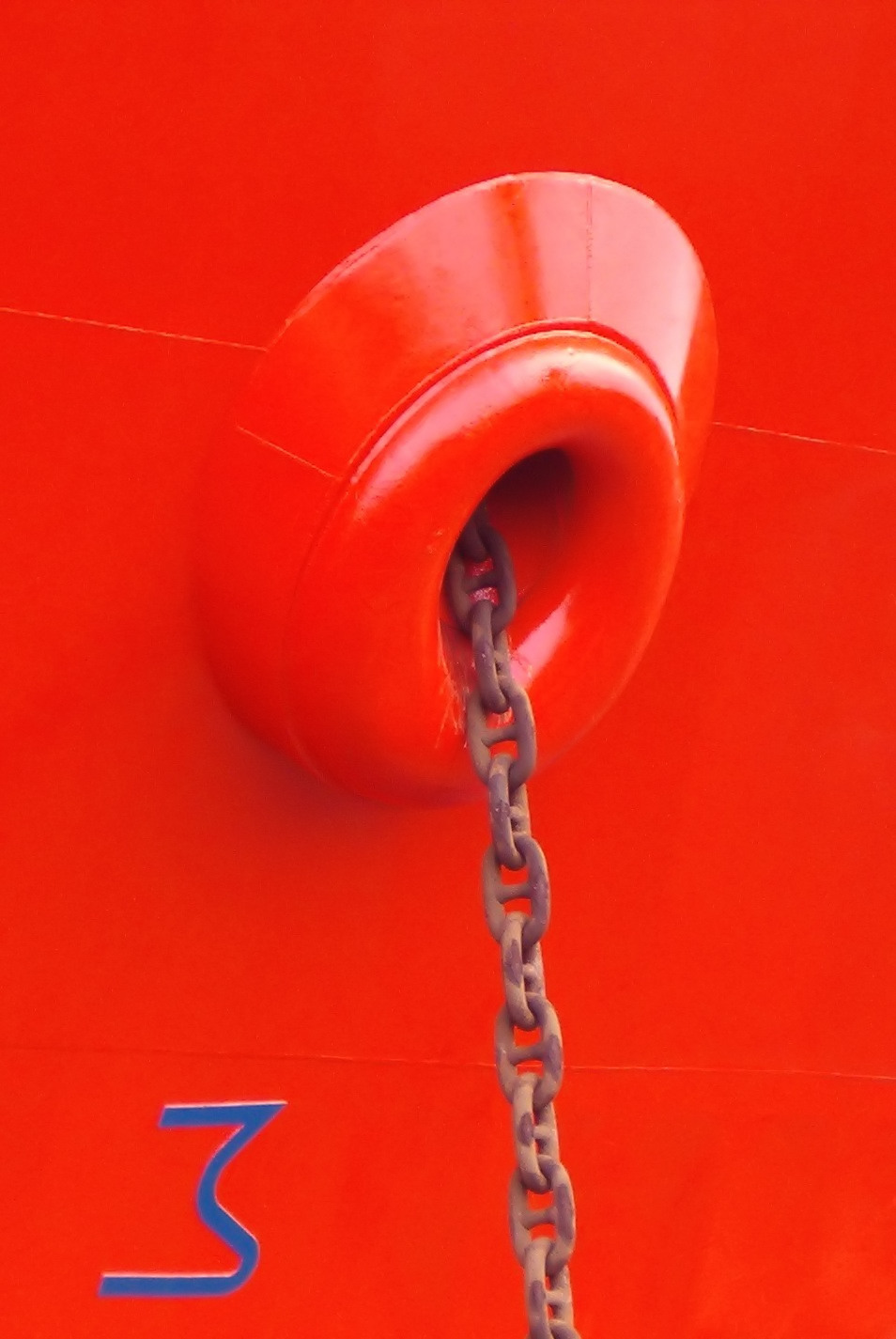
Närbild av ankarklys.

 Ankarklys benämnes det stålfodrade hål i bogen på ett fartygs bordläggning för att ta in ankarkättingen. Kättingen tas in med ett ankarspel till ankarboxen som är belägen innanför bordläggningen på båtens eller fartygets bog.

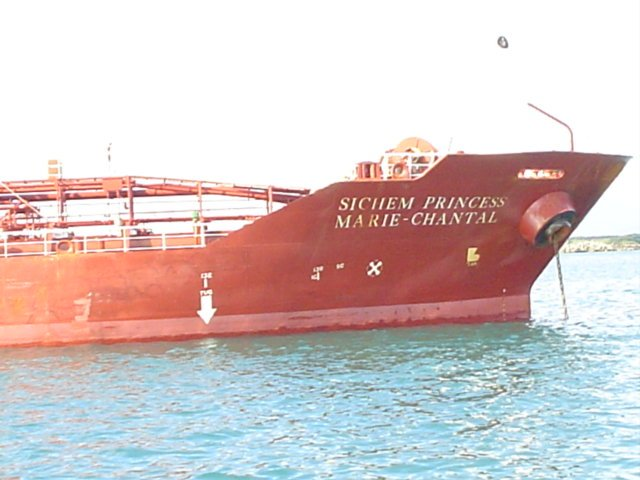
För med extra välskodd ankarklys.